# 1922 au Canada
Pour un article plus général, voir Chronologie du Canada.
Cet article traite des événements qui se sont produits durant l'année 1922 au Canada.

## Événements

### Politique
- 5 avril : Charles Avery Dunning devient premier ministre de la Saskatchewan.
- Création du Parc national Wood Buffalo.
- Le terrain autour de Vimy ridge est donné au Canada par la France en reconnaissance des sacrifices faits durant la Première Guerre mondiale.
- Le Sens de la circulation des routes pour les provinces de Colombie-Britannique, Nouveau-Brunswick, Nouvelle-Écosse et Île-du-Prince-Édouard passe progressivement de gauche à droite. Les autres provinces roulaient déjà à droite.

### Justice
- L'abbé Delorme est accusé du meurtre de son frère. Son statut de religieux va compliquer le procès et il sera jugé inapte à subir son procès.

### Sport

#### Hockey
- Fin de la Saison 1921-1922 de la LNH. Les St-Patricks de Toronto remportent la Coupe Stanley contre les Millionnaires de Vancouver.
- Début de la Saison 1922-1923 de la LNH.
- Les Cougars de Victoria (PCHA) remplacent les Aristocrats de Victoria.

#### Football
- L'Université Queen's remporte la Coupe Grey contre les Elks d'Edmonton.

### Économie
- 2 octobre : ouverture de la première station radio francophone CKAC.
- Ouverture des magasins Canadian Tire.

### Science
- Joseph-Armand Bombardier construit son premier prototype de véhicule sur neige.

### Culture
- Fondation de l’Orchestre symphonique de Toronto.
- Fondation de l’École des beaux-arts de Montréal.
- Olivier Guimond, père forme sa troupe de théâtre burlesque.
- Charles Marchand fonde Le Carillon Canadien qui promeut le folklore canadien.

#### Cinéma
- Nanouk l'Esquimau de Robert Flaherty.

#### Littérature
- L’Appel de la race de Lionel Groulx.

### Religion
- 29 mars : incendie à la Basilique Sainte-Anne-de-Beaupré au Québec.
- 5 mai : érection du Diocèse de Gaspé au Québec.
- Joseph-Médard Emard est nommé archevêque à l'Archidiocèse d'Ottawa.
- Joseph-Eugène Limoges est nommé évêque au Diocèse de Mont-Laurier.
- Début de la construction de l'église d'Amos au Québec qui deviendra la cathédrale Sainte-Thérèse-d'Avila d'Amos.

## Naissances
- 21 janvier : Lincoln Alexander, lieutenant-gouverneur de l'Ontario.
- 25 février : Molly Lamb Bobak, artiste.
- 24 avril : Philip Givens, maire de Toronto.
- 26 avril : Jeanne Mathilde Sauvé, femme politique, gouverneur général du Canada († 26 janvier 1993).
- 11 juin : Erving Goffman, sociologue et linguiste († 19 novembre 1982).
- 14 juillet : Bill Millin, joueur de cornemuse durant la Seconde Guerre mondiale († 17 août 2010).
- 16 juillet : Augustin Brassard, homme politique fédéral provenant du Québec.
- 7 août : Helmut Kallmann, historien.
- 11 août : Mavis Gallant, écrivaine.
- 24 août : René Lévesque, homme politique et journaliste québécois, premier ministre du Québec († 1er novembre 1987).
- 1er septembre : Yvonne De Carlo, actrice († 8 janvier 2007).
- 18 décembre : Larry D. Mann, acteur († 6 janvier 2014).

## Décès
- 22 juillet : Sara Jeannette Duncan, auteure et journaliste.
- 2 août : Alexandre Graham Bell, inventeur.
- 3 décembre : William Proudfoot, chef du Parti libéral de l'Ontario.